# Court Tomb von Flaskagh More

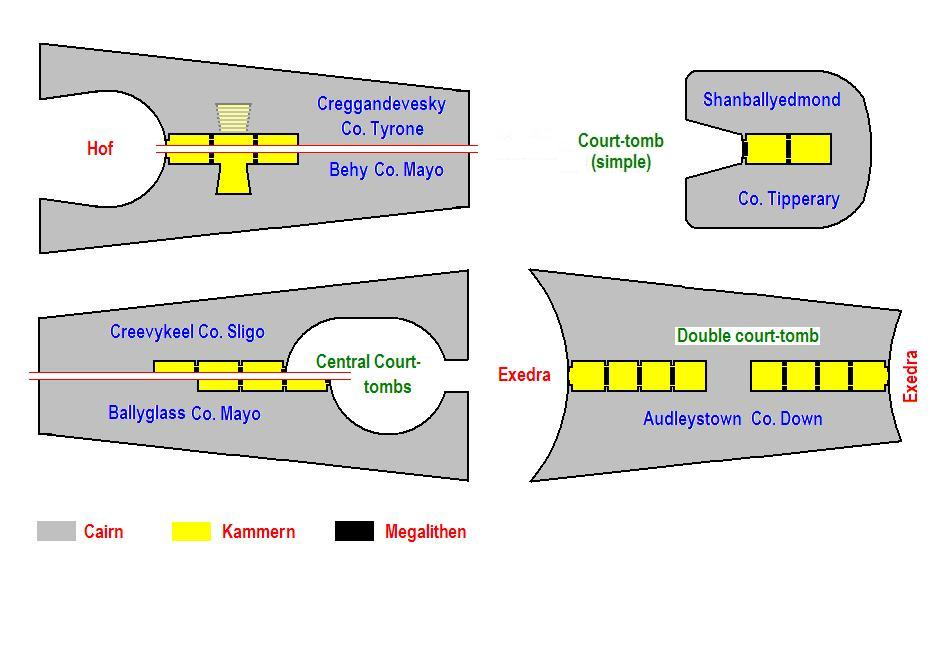
Formen von Court Tombs

Das Court Tomb von Flaskagh More an den südöstlichen Hängen des Slieve Dart, westlich von Williamstown im Norden des County Galway in Irland. Flaskagh More (irisch Fleascach Mhór) ist ein Townland an der Grenze zum County Roscommon.
Das Court Tomb besteht aus zwei, etwa 1,75 m voneinander getrennten, Rücken an Rücken liegenden Galerien in einem etwa West-Ost-orientierten Cairn von ungewissem Ausmaß. 

## Der Cairn
Im Süden ist eine bis zu 1,5 m hohe, beachtliche Materialmenge erhalten. Im Norden ist der Cairn grasbewachsen. Sein Rand ist durch eine Feldgrenze unsichtbar, die mehrere große Steine enthält. Entlang der Feldgrenze liegt ein etwa 1,0 m breiter und 0,5 m hoher Wall. Ähnliche Wälle erscheinen auch in der Nachbarschaft, daher kann er nicht als anlagentypisch angesehen werden. Eine Feldgrenze bildet auch das östliche Ende des Hügels. Es gibt keinen Hinweis darauf, dass sich der Cairn darüber hinaus erstreckt hat. Im Nordwesten umschließt ein runder grasbewachsener Wall von 0,8 m Breite und 0,45 m Höhe eine Fläche von 2,0 m Durchmesser, angrenzend an den Cairn. Dabei kann es sich um die Reste eines Brennofens oder einer Hütte handeln. Im Süden, wo der Boden abfällt, ragt eine geschwungene Kontur mindestens 3,0 m über den ursprünglichen Rand hinaus.

## Östliche Galerie
Die östliche, aus zwei Kammern bestehende Galerie hat eine kurze Vorkammer. Davor liegen die Reste des Hofes (englisch court) und eine 0,2 m tiefe Mulde. An ihrem Südrand stehen zwei Hofsteine. Ein 0,75 m hoher Stein unterstreicht die Verbindung des Hofes mit der Vorkammer. Der zweite Stein des Hofrandes ist 0,4 m hoch und steht etwa 3,0 m südöstlich. Zwischen diesem Stein und dem Grenzzaun befinden sich drei weitere Steine, die eine Hoffortsetzung vermuten lassen, jedoch scheint sich keiner in situ zu befinden. Die maximalen Abmessungen dieser Steine betragen (von Westen nach Osten) 0,5, 1,1 und 0,8 m im Norden und Osten. Jenseits des Zauns sind keine Steine vorhanden. 
Die 1,5 m lange Vorkammer scheint erheblich schmaler gewesen zu sein als die Galerie. Ihre Südseite besteht aus einem 1,35 m langen, 0,8 m hohen und 0,2 m dicken Stein. Seine Kuppe liegt 0,5 m über dem benachbarten Hofstein. Ein liegender Stein im Norden kann die gegenüberliegende Seite der Vorkammer gebildet haben. Er ist 1,0 m lang, 0,2 m dick und würde aufrecht mindestens 0,6 m hoch sein. 
Die Vorkammer ist von der Galerie durch zwei quer gesetzte 0,7 m voneinander getrennte Pfosten abgegrenzt. Der nördliche ist 1,1 m und der südliche 0,85 m hoch. Die vordere Kammer der Galerie ist etwa 3,0 m lang und in der Mitte 1,65 m breit. Die Seiten werden jeweils durch einen einzigen Orthostaten gebildet. Der im Süden ist etwa 1,6 m lang, 0,6 m hoch und 0,35 m dick. Dagegen lehnt ein 1,5 m langer, mindestens 0,6 m breiter und 0,35 m dicker Kragstein. Zwischen dem Orthostat und dem Zugangspfosten neigt sich ein weiterer etwas aus der Position gekommener Kragstein nach Süden. Er ist 1,35 m lang, 1,1 m breit und 0,35 m dick. 
Der Orthostat auf der Nordseite der Kammer neigt sich nach innen und ist 1,55 m lang, 0,85 m hoch und 0,2 m dick. An seinem östlichen Ende und rechtwinkelig zur Längsachse der Galerie lehnt sich ein 1,2 m langer, 0,7 m hoher und 0,15 m dicker Stein etwas nach Westen. Es kann sich um einen versetzten Seitenstein oder einen Kragstein handeln. Ein einzelner aufrechter Pfosten im Süden markiert die Trennung zwischen den Kammern. Er ist etwa 1,0 m lang, 0,6 m hoch und 0,3 m dick. 
Die zweite Kammer ist etwa 3,7 m lang und scheint, obwohl sie sich hinten etwas verengt haben mag, etwa so breit gewesen zu sein wie die erste. Ihre Südseite wird westlich der Segmentierung durch einen einzigen Orthostaten dargestellt, der fast 2,0 m hoch ist. Nur die Spitze dieses 0,25 m dicken Steins ist freigelegt. Zwei Kragsteine liegen nebeneinander über dem Seitenstein. Der östliche ist etwa 1,2 m lang, mindestens 0,8 m breit und 0,3 m dick. Der andere ist etwa 1,2 m lang und mindestens 1,0 m breit. 
Auf der Nordseite der Kammer sind zwei Seitensteine erkennbar. Der östliche ist gut 1,5 m lang, 0,45 m hoch und 0,2 m dick. Der benachbarte ist 0,95 m lang, 0,4 m hoch und 0,2 m dick. Zwischen dem letzten Seitenstein und der Rückwand der Galerie gibt es eine Lücke von 1,5 m. 
Das Ende der Galerie besteht aus einer giebelförmigen Rückwand. Der Endstein ist 1,5 m lang, 1,35 m hoch und 0,4 bis 0,5 m dick. Ein 0,95 × 1,3 m messender, 0,25 m dicker Kragstein lehnt sich gegen seine Südseite. Zwei verlagerte Steine, jeweils maximal 1,4 m lang und etwa 0,5 m breit liegen an der Nordseite außerhalb der Galerie. 

## Westliche Galerie
Von der westlichen Galerie ist nur das östliche Ende erhalten und es gibt keine Spuren eines Hofes vor der Galerie. Die Galerie wird durch einen 1,25 m langen Endstein geschlossen. Er ist 0,75 m hoch und 0,45 m dick. Auf der Südseite sind zwei Galeriesteine erhalten. Der östliche ist 1,6 m lang, 0,65 m hoch und 0,35 m dick. Der westliche ist 0,75 m lang, 0,65 m hoch und 0,35 m dick. Unmittelbar südlich davon befindet sich ein Stein unklarer Funktion. Er misst 0,8 × 0,4 m und ist 0,45 m hoch. 
Die Nordseite der Galerie bildet ein einziger Stein. Es ist 1,6 m lang, 0,7 m hoch und 0,2 m dick. Wahrscheinlich ist die erhaltene Struktur die Endkammer einer einst längeren Galerie, dieses Dual-Court-Tombs. 